# Žeicno
Žeicno (cyr. Жеицно) – wieś w Czarnogórze, w gminie Plužine. W 2011 roku liczyła 11 mieszkańców.